# Heaven (canção de Avicii)
Heaven é o terceiro single póstumo do DJ sueco Avicii, com vocais do cantor Chris Martin, da banda britânica Coldplay. A música foi lançada em 6 de junho de 2019, junto com o álbum de estúdio póstumo de Avicii, Tim.  A música se tornou o segundo single postumamente, a alcançar o primeiro lugar nas paradas da Billboard em sua edição de 27 de julho de 2019.

## Antecedentes e composição
A música foi gravada com Chris Martin em 2014, alguns meses após eles terem terminado "A Sky Full of Stars". Estreou pela primeira vez durante o set de Avicii no Future Music Festival em 2015. Durante o período de 2015 até 2019, houve diferentes versões da música circulando na web, algumas demos com o cantor Simon Aldred e outras com Chris Martin. Eventualmente, a equipe de Avicii optou por lançar a versão com Chris.
Em 2015, Avicii estreou "Heaven" no Ultra Music Festival de 2015 com o cantor Simon Aldred, e disse que achou que "Ele fez jus à música". "Heaven" é considerada originalmente ter sido planejada para ser lançada no segundo álbum de Avicii, "Stories", em 2015, mas acabou sendo descartada para que Avicii pudesse continuar trabalhando nela. Em 2016, Avicii trabalhou em uma versão de "Heaven" com o produtor Carl Falk, agora incluindo um vocal reformulado do cantor Simon Aldred e guitarras elétricas. Avicii tocou esta versão da faixa durante os shows de 2016, até sua aposentadoria. Antes de sua morte, Tim disse ao Diretor Executivo da Universal Music Suécia, Per Sundin, que queria lançar a versão com Chris Martin. A música foi tocada em sua homenagem por Nicky Romero durante o Kingsland Festival em 2018. Como Nicky disse, Tim lhe enviou uma pasta cheia de novas músicas, principalmente inacabadas, mas ainda utilizáveis para os shows.
Em 2018, após a morte de Avicii, o produtor Carl Falk decidiu finalizar a música Heaven como uma forma de homenagem.
Em 27 de maio de 2018, a música foi vazada online após ser tocada pela rádio NRJ.
Em maio de 2019, foi anunciado que o álbum Tim, no qual Avicii estava trabalhando antes de sua morte, incluiria a música "Heaven" no álbum, que foi lançado em 6 de junho de 2019.
Em dezembro de 2019, "Heaven" foi cantada ao vivo pelo cantor Simon Aldred no Show Avicii Tribute Concert, em benefício da Tim Bergling Foundation.

## Videoclipe
Após o lançamento do álbum póstumo de Avicii, o “TIM”, que leva o nome de batismo do sueco, seu amigo de longa data e diretor Levan Tsikurishvili resolveu montar um videoclipe para a faixa “Heaven”. O vídeo é um tributo ao Avicii e reúne imagens de uma viagem que eles fizeram juntos à ilha de Madagascar, na África.
Na descrição do clipe, o diretor explicou que retornou ao local para reviver as memórias da viagem com o DJ.
"Em 2016, logo após seu último show, Tim, seu amigo de infância, Awat, e eu passamos 19 belos dias em Madagascar, em Saint Marie. Nós falamos sobre tudo, rimos, jogamos Monopoly, brincamos com lêmures e exploramos a ilha inteira juntos. Agora, dois anos e meio depois, voltei para a ilha para lembrar de Tim, para honrar seu legado e recriar as memórias que ficarão conosco para sempre", disse Tsikurishvili .
Segundo o diretor, as imagens são de seu smartphone; algumas partes do material não utilizado do documentário “Avicii: True Stories” e filmagens recentes. Em “Heaven”, Avicii dizia "achar ter morrido e ido parar no céu".

## Remixes
Em 27 de julho de 2019, David Guetta tocou o remix da música "Heaven" no festival Tomorrowland, com participação de Morten. A música foi lançada em 23 de agosto de 2019.

## Créditos de produção
- Avicii - compositor, produtor, guitarra baixo, teclados, programação de bateria, programação
- Chris Martin - vocais, compositor, guitarra
- Simon Aldred - vocais nas demos (versões de 2015 e 2016)
- Carl Falk - mixagem e masterização, guitarra elétrica
- Marcus Thunberg Wessel - engenheiro, assistente de mixagem
- Kevin Grainger - mixagem e masterização
- Julio Rodriguez Sangrador - assistente de mixagem e masterização
- Christopher Thordson - gerente
- Per Sundin - designer
- Neil Jacobson - designer
- Nick Groff - designer
- Johnny Tennander - designer

## Paradas musicais
| País/Parada (2019)                                | Melhor Posição |
| ------------------------------------------------- | -------------- |
| Austrália (ARIA)                                  | 20             |
| Australia Dance (ARIA)                            | 3              |
| Áustria (Ö3 Austria Top 75)                       | 21             |
| Bélgica (Ultratop 50 de Flandres)                 | 15             |
| Bélgica (Ultratop Dance de Flandres)              | 5              |
| Bélgica (Ultratop 50 da Valônia)                  | 10             |
| Bélgica (Ultratop Dance da Valônia)               | 7              |
| Canadá (Canadian Hot 100)                         | 38             |
| Croatia (HRT)                                     | 75             |
| República Checa (Singles Digitál Top 100)         | 8              |
| Dinamarca (Hitlisten)                             | 20             |
| Euro Digital Songs (Billboard)                    | 5              |
| Finlândia (Suomen virallinen lista)               | 8              |
| França (SNEP)                                     | 119            |
| Alemanha (Offizielle Deutsche Charts)             | 30             |
| Germany Dance (Official German Charts)            | 3              |
| Greece (IFPI)                                     | 25             |
| Hungria (Rádiós Top 40)                           | 10             |
| Hungria (Single Top 40)                           | 12             |
| Hungria (Stream Top 40)                           | 7              |
| Irlanda (IRMA)                                    | 15             |
| Itália (FIMI)                                     | 49             |
| Japão (Japan Hot 100)                             | 39             |
| Latvia (LAIPA)                                    | 12             |
| Lithuania (AGATA)                                 | 11             |
| Mexico Ingles Airplay (Billboard)                 | 1              |
| Países Baixos (Dutch Top 40)                      | 9              |
| Netherlands (Mega Top 50)                         | 15             |
| Países Baixos (Single Top 100)                    | 16             |
| Nova Zelândia (Recorded Music NZ)                 | 32             |
| Noruega (VG-lista)                                | 6              |
| Polónia (Polish Airplay Top 100)                  | 44             |
| Portugal (AFP)                                    | 44             |
| Escócia (Scottish Singles Chart)                  | 10             |
| Eslováquia (Rádio Top 100)                        | 21             |
| Eslováquia (Singles Digitál Top 100)              | 7              |
| Slovenia (SloTop50)                               | 20             |
| Espanha (PROMUSICAE)                              | 78             |
| Suécia (Sverigetopplistan)                        | 2              |
| Suíça (Schweizer Hitparade)                       | 11             |
| Reino Unido (UK Singles Chart)                    | 20             |
| Estados Unidos (Billboard Hot 100)                | 83             |
| Estados Unidos (Billboard Dance Club Songs)       | 50             |
| Estados Unidos (Billboard Dance/Electronic Songs) | 4              |

| País/Parada (2019)                        | Posição |
| ----------------------------------------- | ------- |
| Bélgica (Ultratop Flanders)               | 57      |
| Bélgica (Ultratop Wallonia)               | 59      |
| Hungria (Rádiós Top 40)                   | 48      |
| Holanda (Dutch Top 40)                    | 52      |
| Suécia (Sverigetopplistan)                | 74      |
| US Hot Dance/Electronic Songs (Billboard) | 30      |